# Acalypha brasiliensis
Acalypha brasiliensis är en törelväxtart som beskrevs av Johannes Müller Argoviensis. Acalypha brasiliensis ingår i släktet akalyfor, och familjen törelväxter. Inga underarter finns listade i Catalogue of Life.